# Lee Child
Lee Child, pseudonimo di James Dover Grant (Coventry, 29 ottobre 1954), è uno scrittore britannico di thriller.
Lavora come autore televisivo dal 1977 al 1996, anno in cui decide di dedicarsi alla letteratura gialla. Debutta come scrittore nel 1997 con Zona pericolosa (Killing Floor), raggiungendo un vasto e sempre crescente successo.
I suoi romanzi hanno tutti come protagonista il personaggio di Jack Reacher, un ex ufficiale della polizia militare statunitense che, dopo aver lasciato l'esercito, decide di iniziare una vita di vagabondaggi attraverso gli Stati Uniti, libero dai vincoli e dai condizionamenti del "sistema". Duro come pochi e dotato di un innato senso di giustizia, Reacher si presenta come un cavaliere solitario di altri tempi, che pur non cercando guai è sempre pronto ad aiutare i più deboli e a correre in soccorso degli amici, per poi riprendere il suo percorso senza meta al termine di ogni avventura.

## Biografia
Nato nel 1954 a Coventry, in Inghilterra, Regno Unito, Jim Grant si trasferisce all'età di appena quattro anni a Handsworth Wood, vicino a Birmingham, con la sua famiglia. Il padre è un impiegato statale. Frequenta la Cherry Orchard Primary School di Handsworth Wood fino a 11 anni. In seguito si iscrive alla King Edward's School di Birmingham, che vanta tra i suoi allievi anche J. R. R. Tolkien ed Enoch Powell.
Nel 1974, all'età di 20 anni, Jim Grant intraprende la carriera universitaria presso la facoltà di legge dell'Università di Sheffield, pur non avendo nessuna intenzione di svolgere nel suo futuro una professione legale. Durante gli studi, lavora dietro le quinte in un teatro. Dopo la laurea, inizia a lavorare come autore in una televisione commerciale.
Nel 1996, dopo aver perso il lavoro di autore televisivo a causa di una ristrutturazione aziendale, Jim Grant decide di iniziare a scrivere romanzi, affermando che i libri sono "la più pura forma di intrattenimento". Nel 1997 debutta con il suo primo romanzo, Zona pericolosa (Killing Floor), e l'anno successivo si trasferisce negli Stati Uniti.
Nei suoi romanzi, usa lo pseudonimo di Lee Child. "Lee" viene da una battuta di famiglia circa la storpiatura del nome con cui venne pubblicizzata negli Stati Uniti la Renault 5 (Le Car), mentre "Child" (lett. "bambino") deriva dall'assonanza con i nomi di grandi autori del crime fiction come Raymond Chandler e Agatha Christie.
Jim Grant ha dichiarato di aver scelto il nome "Reacher" per il protagonista dei suoi libri perché lui stesso è alto, e in un supermercato la moglie Jane una volta gli disse: «ehi, se questa cosa dello scrittore non funziona, puoi sempre fare il reacher in un supermercato». E lui rispose: «Reacher, bel nome».
Alcuni libri della serie di Jack Reacher sono scritti in prima persona, mentre altri in terza persona. Sono prevalentemente storie di vendetta, come ha affermato l'autore: "Qualcuno fa una cosa molto brutta, e Reacher si vendica", spinto da una rabbia irrefrenabile e da un forte senso di giustizia. Anche se britannico, Child ha deliberatamente scelto di scrivere thriller in stile americano.
Il 30 giugno 2008, è stato annunciato che Lee Child avrebbe ricevuto un visiting professorship presso l'Università di Sheffield nel Regno Unito, a partire dal novembre 2008. Nel 2009, Child ha finanziato 52 borse di studio intitolate Jack Reacher per gli studenti della stessa università. Sempre nel 2009, Child è stato eletto presidente del Mystery Writers of America.
Nel 2012, è stato realizzato il primo adattamento cinematografico basato sulla serie di Jack Reacher, Jack Reacher - La prova decisiva, trasposizione del romanzo La prova decisiva (One Shot) e interpretato da Tom Cruise. Nel film Child appare in un cameo seduto al banco di una stazione di polizia come sergente. Nel 2016 è uscito il secondo film della serie, sempre interpretato da Tom Cruise Jack Reacher - Punto di non ritorno tratto dall'omonimo libro (il 18° della serie). Anche in questo film Child appare in un cameo, in questo caso come agente di controllo.
La serie di Jack Reacher non si sviluppa cronologicamente nella produzione dell'autore. Ad esempio l'ottavo romanzo, Il nemico, è ambientato nel 1990, quando ancora Reacher era un ufficiale dell'esercito, mentre il romanzo d'esordio, Zona pericolosa, è ambientato nel 1996, all'inizio della vita da "civile" del protagonista.

## Vita privata
Nel 1998 si trasferisce negli Stati Uniti, a New York, dove vive tuttora.

## Opere

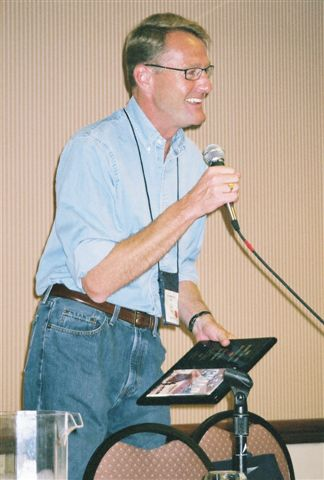
Lee Child riceve il Barry Award nel 2005 per Il nemico.

### Serie di Jack Reacher

#### Romanzi
- 1. Zona pericolosa (Killing Floor, 1997), Milano, Longanesi, 2000, ISBN 978-88-304-1460-0.
- 2. Destinazione inferno (Die Trying, 1998), Milano, Longanesi, 2001, ISBN 978-88-304-1675-8.
- 3. Trappola mortale (Tripwire, 1999), Milano, Longanesi, 2002, ISBN 978-88-304-1945-2.
- 4. Via di fuga (The Visitor in UK, 2000; Running Blind negli USA), Milano, Longanesi, 2003, ISBN 978-88-304-2017-5.
- 5. Colpo secco (Echo Burning, 2001), Milano, Longanesi, 2004, ISBN 978-88-304-2111-0.
- 6. A prova di killer (Without Fail, 2002), Milano, Longanesi, 2006, ISBN 978-88-304-2329-9.
- 7. La vittima designata (Persuader, 2003), Milano, Longanesi, 2007, ISBN 978-88-304-2399-2.
- 8. Il nemico (The Enemy, 2004), Milano, Longanesi, 2005, ISBN 978-88-304-2262-9.
- 9. La prova decisiva (One Shot, 2005), Milano, Longanesi, 2008, ISBN 978-88-304-2543-9.
- 10. Un passo di troppo (The Hard Way, 2006), Milano, Longanesi, 2014, ISBN 978-88-304-2621-4.
- 11. Vendetta a freddo (Bad Luck and Trouble, 2007), Milano, Longanesi, 2009, ISBN 978-88-304-2646-7.
- 12. Niente da perdere (Nothing To Lose, 2008), Milano, Longanesi, 2010, ISBN 978-88-304-2761-7.
- 13. I dodici segni (Gone Tomorrow, 2009), Milano, Longanesi, 2011, ISBN 978-88-304-3078-5.
- 14. L'ora decisiva (61 Hours, 2010), Milano, Longanesi, 2012, ISBN 978-88-304-3295-6.
- 15. Una ragione per morire (Worth Dying For, 2010), Milano, Longanesi, 2013, ISBN 978-88-304-3351-9.
- 16. La verità non basta (The Affair, 2011), Milano, Longanesi, 2014, ISBN 978-88-304-4022-7.
- 17. Il ricercato (A Wanted Man, 2012), Milano, Longanesi, 2015, ISBN 978-88-304-4202-3.
- 18. Punto di non ritorno (Never Go Back, 2013), Milano, Longanesi, 2015, ISBN 978-88-304-4369-3.
- 19. Personal (Personal, 2014), Milano, Longanesi, 2016, ISBN 978-88-304-4440-9.
- 20. Prova a fermarmi (Make Me, 2015), Milano, Longanesi, 2017, ISBN 978-88-304-4741-7.
- 21. Non sfidarmi (Night School, 2016), Milano, Longanesi, 2018, ISBN 978-88-304-5047-9.
- 22. Inarrestabile (The Midnight Line, 2017), Milano, Longanesi, 2019, ISBN 978-88-304-5232-9.
- 23. Il passato non muore (Past Tense, 2018), Milano, Longanesi, 2020, ISBN 978-88-304-5476-7.
- 24. Implacabile (Blue Moon, 2019), trad. di Ernesto Fanfani, Collana La Gaja Scienza, Milano, Longanesi, 2021, ISBN 978-88-304-5717-1.
- 25. L'ultima sentinella (The Sentinel, 2020), con Andrew Child,[3], trad. di Adria Tissoni, Collana La Gaja Scienza, Milano, Longanesi, 2021, ISBN 978-88-304-5733-1.
- 26. Meglio morto (Better Off Dead, 2021), con Andrew Child, trad. di Adria Tissoni, Collana La Gaja Scienza, Milano, Longanesi, 2022, ISBN 978-88-304-5920-5.
- 27. Nessun piano B (No Plan B, 2022), con Andrew Child, trad. di Adria Tissoni, Collana La Gaja Scienza, Milano, Longanesi, 2023, ISBN 978-88-304-6062-1.
- 28. Un segreto per Jack Reacher (The Secret, 2023), con Andrew Child, trad. di Adria Tissoni, Collana La Gaja Scienza, Milano, Longanesi, 2024, ISBN 978-88-304-6175-8.
- 29. Senza uscita (In Too Deep, 2024), con Andrew Child, trad. di Adria Tissoni, Collana La Gaja Scienza, Milano, Longanesi, 2025, ISBN 978-88-304-6355-4.
- 30. Exit Strategy, con Andrew Child,  2025.

#### Raccolte di racconti
- Il mio nome è Jack Reacher (No Middle Name: The Complete Collected Jack Reacher Short Stories, 2017),[4], Milano, Longanesi, 2019, ISBN 978-88-304-5506-1. [la novella Troppo tempo (Too Much Time, 2017); i racconti: Identità sconosciuta (James Penney's New Identity), Tutti parlano (Everyone Talks, 2013), Non è un’esercitazione (Not a Drill, 2014), Magari hanno una tradizione (Maybe They Have a Tradition, 2016), Un tizio entra in un bar (Guy Walks into a Bar, 2009, prequel di Gone Tomorrow), Nessuna stanza libera al motel (No Room at the Motel, 2014), Il dipinto del diner malinconico (The Picture of the Lonely Diner, 2015)]
- Sempre io, Jack Reacher (No Middle Name: The Complete Collected Jack Reacher Short Stories, 2017), Milano, Longanesi, 2020, ISBN 978-88-304-5704-1. [quattro racconti: Il secondo figlio (Second Son, 2011), Caldo rovente (High Heat, 2013), Copertura profonda (Deep Down, 2012), Piccole guerre (Small Wars, 2015)]

##### Racconti crossover
- Identità sconosciuta (James Penney's New Identity, 1999, nella raccolta Fresh Blood 3), Milano, Longanesi, 2013, ISBN 978-88-304-3423-3.
- Knowing you're Alive, con M. J. Rose, crossover con la serie Butterfield Institute / Morgan Snow, nella raccolta In Session, 2011.
- Good and Valuable Consideration, con Joseph Finder, crossover con la serie Nick Heller, nella raccolta Face Off, a cura di David Baldacci, 2014.
- Faking a Murderer, con Kathy Reichs, crossover con la serie Temperance Brennan, in Matchup, 2017.
- The Christmas Scorpion, 2017.
- The Fourth Man, incluso nell'edizione tascabile australiana di Past Tense, 2018.
- Oro sporco (Cleaning the Gold, 2019), con Karin Slaughter, crossover con la serie di Will Trent, Milano, Longanesi, 2019.
- Smile, in Invisible Blood, 2019.

### Altri racconti
- The Snake Eater by the Numbers, capitolo 6 del romanzo serializzato Like a Charm, a cura di Karin Slaughter, 2004.
- Ten Keys, nella raccolta The Cocaine Chronicles, 2005.
- The Greatest Trick of All, nella raccolta Greatest Hits, 2005.
- "Safe Enough", in MWA Presents Death Do Us Part, 2006.
- "The .50 Solution", in Bloodlines: A Horse Racing Anthology, 2006.
- capitolo 15 dal romanzo audioserializzato The Chopin Manuscript, 2007.
- "Public Transportation", in Phoenix Noir, 2009.
- un capitolo del romanzo audioserializzato The Copper Bracelet, 2009.
- racconto contenuto ne The World's Greatest Crime Writers tell the inside Story of Their Great Detectives, o The Line Up, 2010, su Jack Reacher e le sue origini.
- Me & Mr. Rafferty, in The Dark End of the Street, 2010.
- "Section 7 (a) (Operational)", in Agents of Treachery, 2010.
- The Bodyguard, in First Thrills, 2010.
- Addicted to Sweetness, in MWA Presents The Rich and the Dead, 2011.
- "The Bone-Headed League", in A Study in Sherlock, 2011.
- "I Heard a Romantic Story", in Love is Murder, 2012.
- "The Hollywood I Remember", in Vengeance, a cura di Lee Child, 2012.
- "My First Drug Trial", in The Marijuana Chronicles, luglio 2013.
- "Wet with Rain", in Belfast Noir, novembre 2014.
- "The Truth About What Happened", in In Sunlight or in Shadow: Stories Inspired by the Paintings of Edward Hopper, dicembre 2016.
- "Chapter 6: The Fortune Cookie" del romanzo Anatomy of Innocence, marzo 2017.
- "Pierre, Lucien & Me", in Alive in Shape and Color, dicembre 2017.
- "New Blank Document", in It Occurs to Me that I am America, gennaio 2018.
- "Shorty and the Briefcase", in Ten Year Stretch, aprile 2018.

### Saggistica
- Eroe (Hero, 2019), traduzione di Adria Tissoni, Milano, HarperCollins, 2021, ISBN 978-88-690-5856-1.

## Filmografia

### Cinema
- Jack Reacher - La prova decisiva ("Jack Reacher"), regia di Christopher McQuarrie (2012)
- Jack Reacher - Punto di non ritorno (Jack Reacher: Never Go Back), regia di Edward Zwick (2016)

### Televisione
- Reacher - serie TV (2022-in corso)

## Riconoscimenti
- 1998: Anthony Award per Killing Floor (Zona pericolosa)[6]
- 1998: Premio Barry per il miglior romanzo d'esordio per Killing Floor (Zona pericolosa)[7]
- 1999: W.H. Smith Thumping Good Read Award per Die Trying (Destinazione inferno)[8]
- 2000: Japan Adventure Fiction Association Prize - Romanzo meglio tradotto per Killing Floor (Zona pericolosa )[9]
- 2005: Premio Nero Wolfe per The Enemy (Il nemico)[10]
- 2005: Premio Barry per il miglior romanzo per The Enemy (Il nemico)[7]
- 2011: Theakston's Old Peculier Crime Novel of the Year Award per 61 Hours (L'ora decisiva)[11]
- 2012: Thriller & Crime Novel nell'ambito del National Book Award, per A Wanted Man (Il ricercato)[senza fonte]
- 2013: Cartier Diamond Dagger, Premio alla carriera[12]
- 2014: Premio RBA de Novela Policiaca per Personal[13]